# JNC

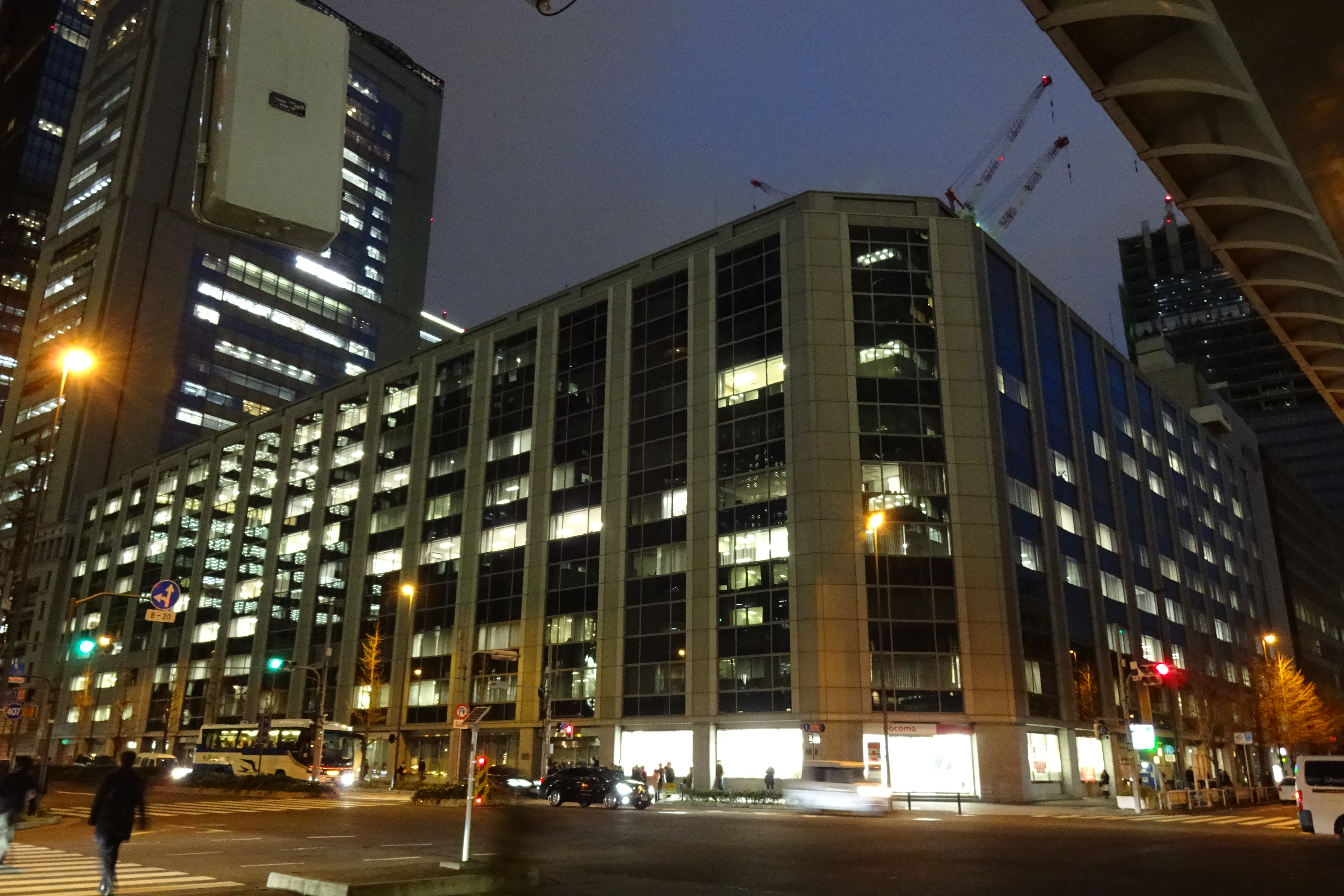
本社の入居する新大手町ビル

JNC株式会社（ジェイエヌシー）は、日本の化学メーカーである。チッソ株式会社の完全子会社。2011年1月12日にチッソの子会社として設立された後、同年3月31日にチッソから事業譲渡を受けて翌4月1日に営業を開始した。

## 事業
チッソの事業再編計画に基づき、チッソの事業のうち、水俣病補償業務（患者センターなど）以外の全部の譲渡を受け、化学品の製造販売の事業を行っている。事業譲渡により、チッソの子会社・関連会社はJNCの子会社・関連会社となり、チッソ本体の従業員約810名のうち約700名はJNCに転籍となった。水俣病の患者団体は、この事業譲渡を責任負担義務の切り離しであると批判した。

## 拠点
JNCの本社は東京都千代田区大手町の「新大手町ビル」に入居しており、これはチッソの東京本社と同じである。JNCの大阪事務所は大阪市北区中之島の「中之島ダイビル」に入居しており、これはチッソの大阪事務所、チッソと同根の旭化成の大阪本社と同じである。なお、登記上本店はチッソや旭化成とは異なり、新大手町ビルにある。また、JNC本体の製造拠点は熊本県水俣市の水俣製造所である。

## 計画
チッソの事業再編計画によると、JNCグループは毎年度250億円（2011年度）から280億円（2014年度）の連結経常利益を計上し、その中から毎年度80億円程度の配当金を株主であるチッソに支払う。当面、チッソはこの配当金を原資として水俣病関連の補償と公的借入金の返済を行う。将来的には、チッソは環境大臣の承認を得てJNCの株式を売却し、売却代金で公的借入金を完済するとともに、補償業務を引き継ぐ別法人（水俣病被害者救済支援財団）に賦課金を納付することが予定されている。
同計画によると、JNCは2014年度までの5年間に、液晶ディスプレイ用液晶材料の生産能力を拡張する。新規事業として、プリンタブルエレクトロニクス (en:printed electronics) 用ポリイミドインク・紫外線硬化型インク、有機EL用電子輸送材料・青色発光材料、太陽電池用多結晶シリコン、リチウムイオン二次電池用正極材料・セパレーターを手がける。化学品、繊維、肥料事業では、安定収益の確保を図る。安定した収益をもたらす水力発電事業は引き続き行う。2015年3月期には最高の182億円の利益を計上したが、その後、128億円、83億円、26億円に激減し、2019年3月期には赤字に転じた。

## 沿革
- 1906年（明治39年）1月12日 - 創業。JNCの源流企業である曾木電気株式会社が設立される。
- 2009年（平成21年）7月15日 - 議員立法「水俣病被害者の救済及び水俣病問題の解決に関する特別措置法」（平成21年7月15日法律第81号）公布、即日施行。
- 2010年（平成22年）
  - 6月4日 - チッソが特措法第8条の指定を環境大臣に申請[6]。
  - 7月6日 - 環境大臣、チッソを特措法第8条の特定事業者に指定[6]。
  - 11月12日 - チッソが特措法第9条第1項の事業再編計画の認可を環境大臣に申請[4]。
  - 12月15日 - 環境大臣、チッソの事業再編計画を認可[5]。
- 2011年（平成23年）
  - 1月12日 - チッソ子会社としてJNC株式会社を設立[7]。
  - 2月8日 - 大阪地方裁判所、特措法第10条第1項の規定に基づく事業譲渡を許可[8]。
  - 3月10日 - チッソ取締役会で事業譲渡を決議[9]。
  - 3月31日 - チッソは事業再編計画に基づきJNCに事業譲渡[10]。
  - 4月1日 - JNC営業開始[11]。